# 318

318(삼백십팔)은 317보다 크고 319보다 작은 자연수다.

## 수학
- 합성수로, 그 약수는 1, 2, 3, 6, 53, 106, 159, 318이다. 진약수의 합은 330이므로, 318은 과잉수다.
  - 제곱 인수가 없는 16번째 과잉수다. 이 성질을 지닌 앞의 수는 282, 다음 수는 330이다. (OEIS의 수열 A087248)
- 34번째 쐐기수다. 앞의 쐐기수는 310, 다음 쐐기수는 322이다.
- {\displaystyle 318=7^{2}+10^{2}+13^{2}}
  - 공차가 3인 세 자연수의 제곱합으로 나타낼 수 있는 수다. 이 성질을 지닌 앞의 수는 261, 다음 수는 381이다.
- {\displaystyle 23^{4}-1}은 318로 나누어떨어진다.

## 과학
- NGC 318(영어판): 물고기자리 방향에 있는 렌즈형은하.

## 교통

### 항공
- 에어버스 A318: 에어버스 A320의 파생형 항공기.

### 철도
- 수도권 전철 3호선 삼송역의 역번호.
- 대구 도시철도 3호선 태전역의 역번호.
- 부산 도시철도 3호선은 318번 역이 없고, 317번으로 끝난다.

### 도로
- 국도
  - 일본 318번 국도: 도쿠시마현 도쿠시마시에서 가가와현 히가시카가와시까지 이어지는 일본의 국도.
- 기타 도로
  - 318번 지방도: 경기도 화성시 서신면에서 이천시 장호원읍까지 이어지는 대한민국의 지방도.
  - 현도 제318호선

## 군사
- U-318(영어판, 독일어판): 제2차 세계 대전에 사용된 나치 독일의 군용 잠수함.

## 문화유산
- 대한민국의 국보 제318호: 포항 중성리 신라비
- 대한민국의 보물 제318호: 청도 운문사 석조사천왕상
- 대한민국의 사적 제318호: 익산 나바위성당

## 기타
- 날짜: 3월 18일
- 연도: 318년, 기원전 318년